# Кусвар

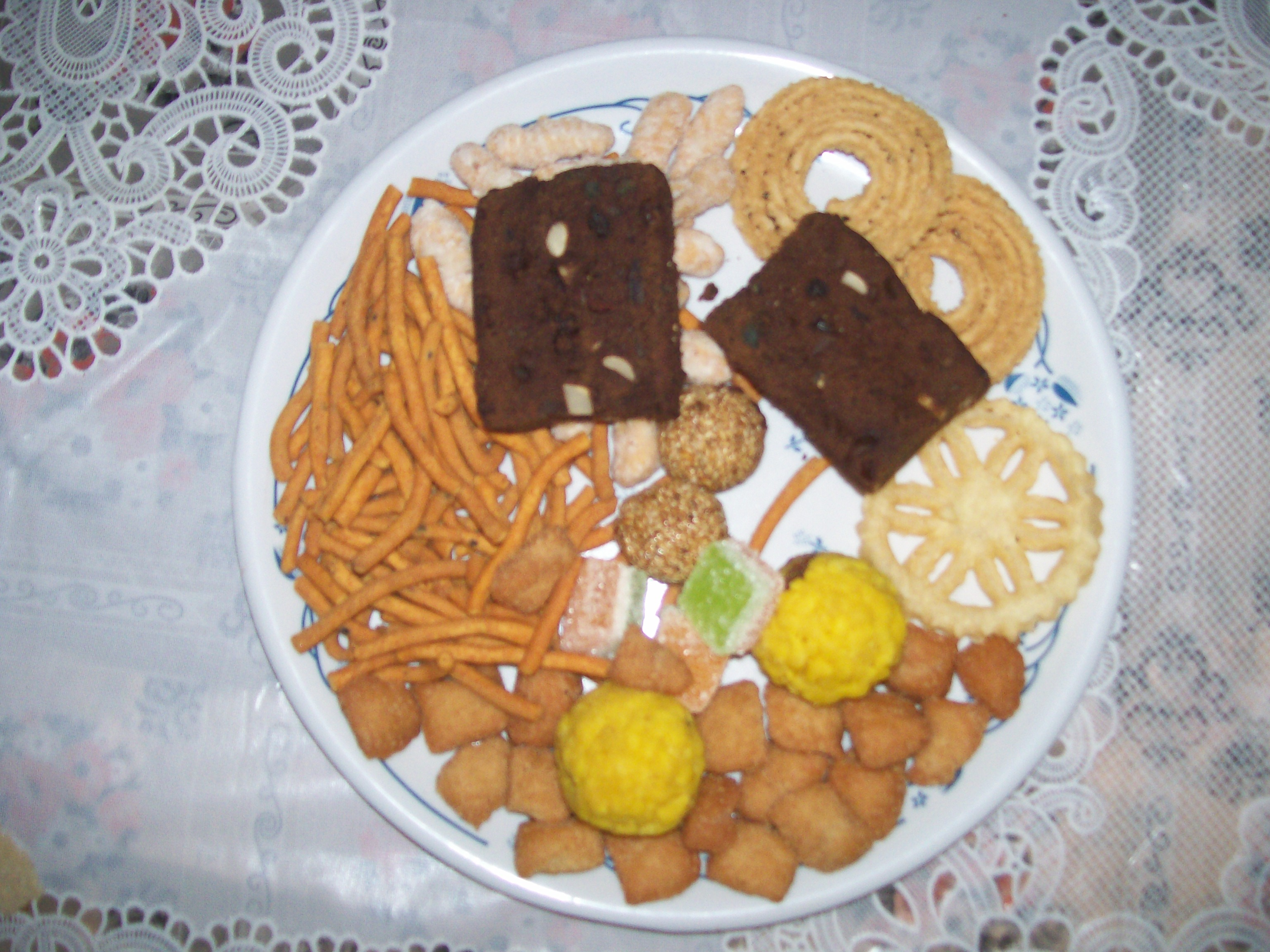
Мангалурський католицький Кусвар у Бомбеї

Кусвар також Кушвар — термін, який часто використовують для визначення набору унікальних різдвяних смаколиків, які є частиною кухні католицької громади Гоа та мангалурської католицької громади Карнатаки, Індія. Існує аж 22 різні традиційні рецепти, які формують цей виразний смак святкування Різдва в Гоа та Мангалурі. Кусвар родом з Гоа, Індія.

## Гоа
Кусвар католицьких гоанців містить близько 22 різних традиційних рецептів, що формують цей виразний смак святкування Різдва в Гоа.
- Перада (сир гуава) — це кондитерський виріб, виготовлений із пікантних зелених гуав та цукру.
- Кідьо або Кулкулс — це кондитерські вироби на основі манної крупи, приправлені кокосом і кардамоном.
- Неуеро або Неури — це тісто, змішане з кокосовим горіхом, горіхами кеш'ю, родзинками та кардамоном, а потім смажене у фритюрі.
- Бебінка — шаруватий запечений десерт, виготовлений з борошна, цукру, кокосового молока та топленого масла.
- Доче (Доче де Грао) — це солодощі, виготовлені з нуту та кокосового горіха.
- Марципан — це кондитерський виріб, що складається в основному з цукрового та мигдалевого борошна.
- Боліньї — це маленькі тістечка, також відомі як кокосове печиво, виготовлене з тертим кокосовим горіхом, цукром, манною крупою, яєчним жовтком та вершковим маслом, вони ароматизовані, круглої форми з кардамоном, з позначками зверху і випікаються ніжно.
- Нанкаті нагадують снігові кульки, виготовляються з цукру, масла та борошна, збитого до світлого і білого кольору. Ароматизований ваніллю та кардамоном, прокручений і злегка запечений.
- Баат — це вологий насичений кокосовий пиріг, запечений у великій круглій формі з кондитерською решіткою на вершині. Ароматизований кардамоном та смородиною, запікається нарізаним на шматочки та подається в оточенні інших солодощів на святковому солодкому підносі.
- Кормолас — це солодке кокосове тісто, розкачане в квадратиках і вручну сформоване у квіткові бруньки.
- Пінарг (Пінака) — це котлети, подібні солодощам, виготовленим з джеггери та подрібненого рису.
- Манго Міскут — це кондитерські вироби, виготовлені з м'якоті манго та з цукром.
- Туеліннас — це солодощі, виготовлені з кокосового горіху.
- Додол — різновид рисового пудингу.[1]

## Мангалур

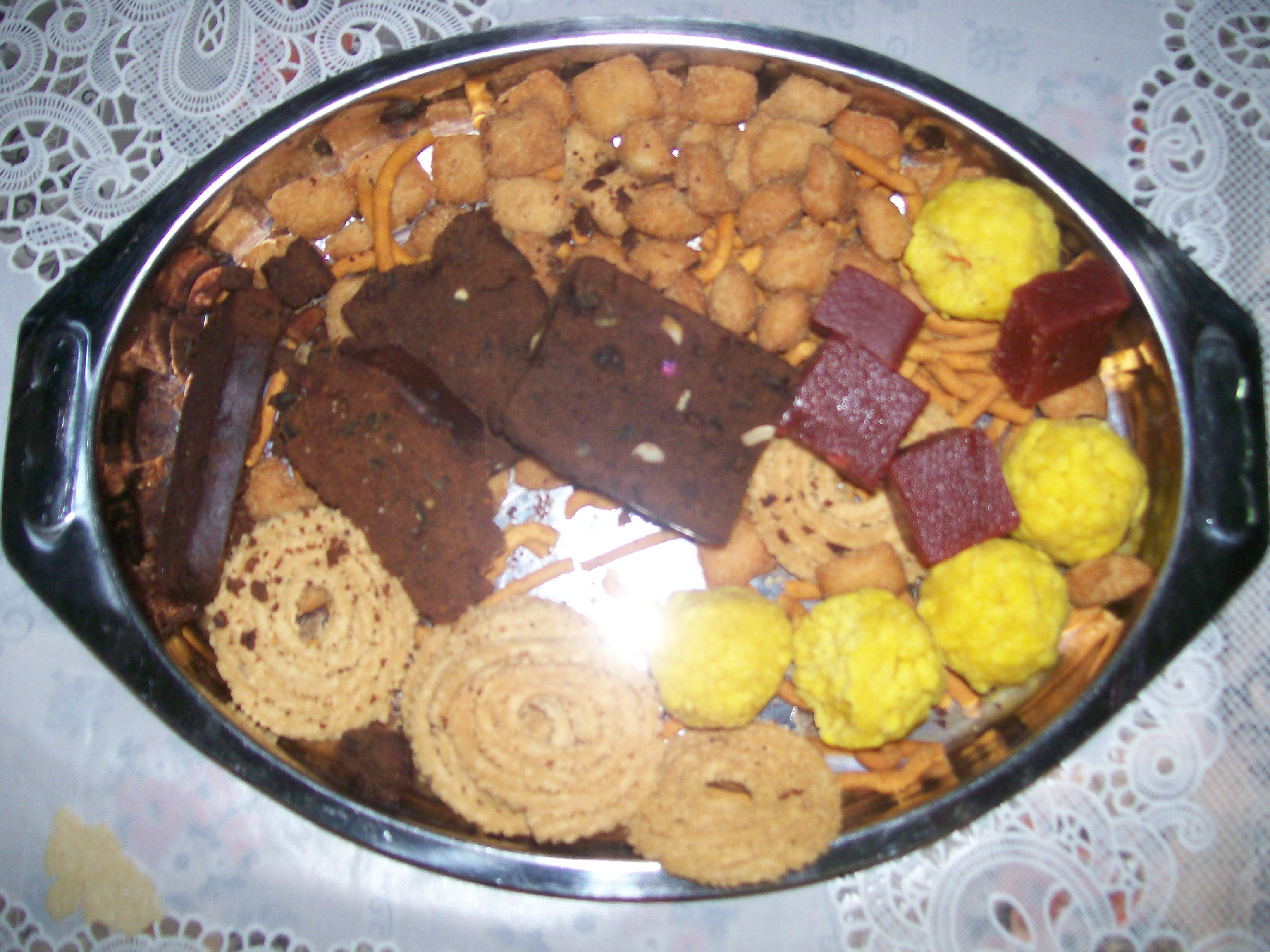
Традиційно готується мангалурський католицький Кусвар

Кусвар мангалурських католиків також містить близько 22 різних традиційних рецептів, які формують цей виразний смак святкування Різдва в Мангалурі.
- Неуеро або Неурі — це затяжки, фаршировані сливами, горіхами, смаженим кунжутом та цукром.
- Кідьо або Кулкулс- це варені страви, змочені в цукровій патоці.
- Патекас — це десерт із зелених бананів, ладду.
- Макаруни — це те, чим славиться Мангалур, а вишукане гаряче ароматизоване печиво з троянди — улюблене.
- Але саме торт «Багата слива» займає більшу частину різдвяного тижня. Цукати, сливи, родзинки спритно ріжуть і вимочують у ромі. Борошно просіяне і ніжно зігріте на сонці. Горіхи очищені від шкірки і подрібнені, і вся родина збирається разом, щоб приготувати торт.
- Мітаіс, Мандас, Ушае, Пітае і Мані — це добре відомі солодкі страви, які також входять до складу кусвару.[2]